# Acacia heteromalla
Acacia heteromalla é uma espécie de leguminosa do gênero Acacia, pertencente à família Fabaceae.